# Benicolet
Benicolet è un comune spagnolo di 509 abitanti situato nella comunità autonoma Valenciana.